# Улица Танкистов (Колпино)
У́лица Танки́стов — улица в городе Колпино Колпинского района Санкт-Петербурга. Проходит от проспекта Ленина до Пролетарской улицы. Является продолжением Фидерной улицы и после пересечения с Пролетарской улицей переходит в Заводской проспект.
Название было присвоено 5 августа 1948 года в честь воинов 84-го батальона 220-й Гатчинско-Берлинской краснознаменной танковой бригады. Неподалёку от улицы проходил путь батальона к деревне Путролово Ленинградской области для участия в операции по освобождению (23 июля 1942 года).
На своём протяжении имеет два излома. Западная сторона занята садоводством «Ижорский массив-II».

## Памятный знак «Броневщикам Ижорских заводов»
В 1992 году поисковый отряд «Звезда» под руководством командира Г. Ефремова работал в Синявинских болотах. Отрядом был найден бронеколпак (во время боя под ним располагается пулемётчик), а рядом с колпаком — валун со следами снарядов.
3 декабря 1998 года у перекрёстка улиц Танкистов и Пролетарской открыт памятный знак «Броневщикам Ижорских заводов».
Памятный знак представляет собой 18-тонный гранитный валун, рядом на небольшом постаменте установлен штурмовой бронеколпак,
созданный на Ижорском заводе в 1943 году.
Памятник установлен 3 декабря 1998 года, в столетие со дня рождения конструктора танка Т-34 М. И. Кошкина. Также памятник посвящён 65-летию создания первой танковой броневой стали на Ижорском заводе.

## Перекрестки
- проспект Ленина
- Павловская улица
- Пролетарская улица